# Malarz świata ułudy
Malarz świata ułudy (tyt. oryginału An Artist of the Floating World) – powieść napisana w 1986 r. przez urodzonego w Japonii brytyjskiego pisarza Kazuo Ishiguro, laureata Nagrody Nobla.  
Książka została wydana w Polsce w 1991 roku, nakładem Wydawnictwa Albatros. 

## Zarys fabuły
Akcja osadzona jest w Japonii tuż po II wojnie światowej, w okresie od października 1948 roku do czerwca 1950 roku. Narratorem powieści jest Masuji Ono, starzejący się malarz, który spogląda wstecz i wspomina swoje życie. Dostrzega, jak jego reputacja osłabła w trakcie wojny i jak zmieniło się nastawienie społeczeństwa do jego obrazów. Główny konflikt dotyczy ponoszenia przez bohatera odpowiedzialności za czyny z przeszłości. Powieść przedstawia role ludzi w szybko zmieniającym się środowisku.

## Bohaterowie
- Masuji Ono – emerytowany malarz i głowa rodziny.
- Noriko – młodsza córka Masuji, która wkrótce ma wyjść za mąż.
- Setsuko – starsza córka Masuji. Dwa lata przed wojną wyszła za mąż, ma synka.
- Suichi – mąż Setsuko. Był przyjacielem Kenji. Przeżyta wojna mocno wpłynęła na jego charakter.
- Ichiro - syn Setsuko i Suichi. Bardzo żywiołowy chłopczyk, zafascynowany Dzikim Zachodem.
- Jiro Miyake – były pretendent do ręki Noriko.
- Pani Kawakami – właścicielka baru, który jest często odwiedzany przez Masuji'ego.
- Yasunari Nakahara – malarz o pseudonimie Żółw, za którym wstawił się Masuji.
- Seiji Moriyama – artysta zainteresowany pracami Masuji.
- Kenji – syn Masuji, zmarł w trakcie ataku przez pole minowe w Mandżurii. W powieści jest tylko wspominany.
- Kuroda - uczeń Masuji. College Uemachi zaproponował mu posadę jako wykładowca sztuki.
- Doktor Saito - głowa rodziny, której syn stara się o rękę Noriko. Ma ciepły, jowialny sposób bycia.
- Chishu Matsuda - pracownik Towarzystwa Okada-Shingen.

## Tytuł
Zawarty w oryginalnym tytule floating world („przepływający, przemijający świat)” jest tłumaczeniem japońskiego słowa ukiyo-e („obrazy przemijającego świata”), oznaczającego styl japońskiego malarstwa i drzeworytu. Tytuł oznacza więc „artystę żyjącego w zmieniającym się świecie”, biorąc pod uwagę zarówno ograniczone rozumienie świata przez Ono, jak i dramatyczne zmiany zachodzące w Japonii w pierwszej połowie XX wieku, jakich był świadkiem. 
Tytuł odnosi się również do gatunku artystycznego. Masuji Ono był szczególnie zainteresowany przedstawianiem scen z dzielnicy rozrywkowej przylegającej do willi, w której mieszkał.

## Nagrody
- 1986 – Whitbread Award
- 1986 – nominacja do Nagrody Bookera[2]